# توموميتشي نيشيمورا
توموميتشي نيشيمورا (西村知道 نيشيمورا توموميتشي) هو مؤدي أصوات ياباني ولد في 2 يونيو 1946 في تشيبا.

## أدواره في الأنمي

### مسلسلات أنمي تلفزيونية
- يو يو هاكوشو - الراوي, أستاذ تاكيناكا, الأوني الأزرق
- سلام دانك - المدرب غسان
- الشرطي المتنقل باتليبر - المفتش ماتسوي
- ون بيس - القائد تي-بون
- باكانو! - السيد بارنز
- إينيشيال دي - يويتشي تاتشيبانا
- إينيشيال دي Second Stage - يويتشي تاتشيبانا
- إينيشيال دي Fourth Stage - يويتشي تاتشيبانا
- غاد غارد - مورو
- فيوتشر GPX سايبر فورميولا - بيتاليا لوبي
- فل ميتال بانيك! - ريتشارد ماردوكاس
- فل ميتال بانيك؟ فوموفو - ريتشارد ماردوكاس
- فل ميتال بانيك! The Second Raid - ريتشارد ماردوكاس
- نزيل الظلام - الرئيس كونوي
- برج درواغا 〜the Aegis of URUK〜 - مالك المسكن
- كرونو كروسيد - إدوارد هاميلتون
- جت باكرز - تسوغوما كوروبي
- كاشرن سينز - لوكسميث
- ساموراي 7 - ماساموني
- ماكروس فرونتير - هاورد غلاس
- إسكافلوني السماء - هيليو
- كيشين تايسن جيجانتيك فورميولا - يوكيهيرو أوتو
- ذا بيغ أو - مورغان سكايلار
- AVENGER - عمدة مدينة سيرينا
- دار الأوراق الخمس - كوهيه
- موياشيمون - دكتور كيزو إيتسكي
- فراكتال - أويا
- ناروتو شيبودن - التسوتشيكاجي الثاني/أونوكي
- C - يوشيوكي كيكوتشي
- البدلة المتنقلة جاندام إيج - ألزاك بيرمينجز
- رايف - الراوي, شيبا
- هيوكا - فوكيا
- لوست يونيفرس - رئيس يونيفرسال غارديانز
- بلاك بوليت - ماتسوزاكي
- غلاسليب - ماتاسابورو شيروساكي
- مصارع السومو الجريء ماتسوتارو!! - والد كيوشي تاناكا
- بليتش - حكيم قرية الريوكا
- موشيشي: التتمة - يوكيتشي (بقايا القرمز)
- كايتو جوكر - والد هاتشي
- كلاسروم كرايسس - سيغو ساساياما
- جبهة حاجز الدم - غافارا
- لعبة الجوكر - أكوتسو ياسوماسا
- بيرسيرك (2016) - فوس
- النمر المقنع W - مستر كويستشن
- بوكيمون - كينزو
- تيلز أوف زيستيريا ذا كروس - ميفين
- كوتورا-سان - زينزو كوتورا

### أوفا أنمي
- غانباستر - مساعد القائد
- سوبرنتشرل ذي أنيميشن - غيل

### أفلام أنمي
- إينيشال دي Third Stage - يويتشي تاتشيبانا
- بوكيمون رينجر و قصر البحر - شيب

## أدواره في ألعاب الفيديو
- سلسلة ألعاب ستريت فايتر
  - ستريت فايتر ألفا - ام. بايسون, أكوما
  - ستريت فايتر ألفا 2 - ام. بايسون, أكوما
  - ستريت فايتر 3 سكند إمباكت - أكوما
  - ستريت فايتر ألفا 3 - ام. بايسون, أكوما
  - ستريت فايتر 3 ثرد سترايك - أكوما
- إكس-من فرسس ستريت فايتر - ام. بايسون, أكوما
- سوبر بازل فايتر 2 توربو - أكوما
- ناروتو شيبودن: ألتيميت نينجا ستورم ريفولوشن - التسوتشيكاجي الثاني/أونوكي
- ناروتو شيبودن: ألتيميت نينجا ستورم 4 - التسوتشيكاجي الثاني/أونوكي
- تيلز أوف زيستيريا - ميفين
- سلسلة ألعاب دوت هاك - ليوس
- دوت هاك لينك - ليوس

## أدواره في الدبلجة اليابانية
- المتحولون - سيلفربولت, سوبيريون
- فارس وفادي - اللواء منير
- الفتى أسترو - دكتور إيليفن
- جون كارتر - دالتون
- جمال أمريكي - الكولونيل فرانك فيتز
- إيت براي لوف - ريتشارد

## وصلات خارجية
- توموميتشي نيشيمورا على موقع IMDb (الإنجليزية)
- توموميتشي نيشيمورا على موقع ميوزك برينز (الإنجليزية)
- توموميتشي نيشيمورا على موقع قاعدة بيانات الفيلم (الإنجليزية)
- توموميتشي نيشيمورا على موقع ANN person (الإنجليزية)